# Avenue (tijdschrift)
Avenue was een Nederlands modetijdschrift opgericht in oktober 1965. Het was een glossy, geïnspireerd op het toonaangevende Parijse modeblad Vogue. Na een herstart werd Avenue in 2003 opgeheven.

## Achtergrond
De bedenker was Joop Swart, een van de grondleggers van World Press Photo. Hij werd ook de eerste hoofdredacteur. Avenue richtte zich op het vrouwelijke publiek en vulde de onderwerpen van een klassiek vrouwenblad aan met reizen, opinievorming en literatuur. De vernieuwende combinaties zoals literatuur met reizen, mode met reizen en culinair met reizen waren typerend voor het blad. Vanaf het begin werkten gerenommeerde auteurs en fotografen als W.F. Hermans, Cees Nooteboom, Hugo Claus, Jan Cremer, Ed van der Elsken en Eddy Posthuma de Boer eraan mee.
Het eerste nummer werd gedrukt in een oplage van 135.000 en verscheen op 1 november 1965. In 1967 verscheen Avenue voor het eerst met een literaire bijlage, een experiment. In 1974 werd Swart opgevolgd door Lenie Vester. In het topjaar 1979 bedroeg de oplage van Avenue, de grande dame onder de glossy magazines, bijna 105 duizend exemplaren.
De glossy heeft bestaan van november 1965 tot april 1994. Tot 1 december 1995 werd het blad voortgezet als Avenue Box. In december 2001 werd Avenue opnieuw gelanceerd door Sanoma Uitgevers. De opleving was echter van korte duur, want na anderhalf jaar werd het tijdschrift opgeheven.
Avenue bewoog zich op de grens tussen populaire en elitaire cultuur. De doelgroep was een welvarend publiek met een behoefte aan luxueuze cultuurproducten. Avenue was een toonaangevend blad en wilde de grote massa inspireren tot vernieuwing. Fotografie speelde een belangrijke en vooruitstrevende rol, alles was mogelijk zolang het spectaculair en relevant was. Het tijdschrift was vooral in de jaren zestig en tachtig een icoon, vooral door de fotografie.
Van 1978 tot 1982 werd ook een mannenversie van het blad uitgegeven: Zero.